# 士瓦本的菲利普
士瓦本的菲利普（德語：Philipp von Schwaben，1177年—1208年6月21日），羅馬人的國王、士瓦本公爵，「紅鬍子」腓特烈一世的幼子。

## 生平
作为家中幼子，菲利普曾准备从事神职。1191年，他曾参与兄嫂神聖羅馬皇帝亨利六世和出身西西里公主的科斯坦察皇后寻求武力继承西西里王国王位未遂的军事行动。1193年，他还俗，这可能与他的四位兄长亨利六世、已故士瓦本公爵腓特烈六世、勃艮第伯爵奥托一世、士瓦本公爵康拉德二世都没有男嗣有关。次年科斯坦察皇后生子腓特烈。
1197年，亨利六世去世，留下年僅兩歲的兒子腓特烈。菲利普想支持腓特烈继位，但众人不接受小国王。皇室的支持者们便寻求让亨利六世的两个弟弟之一继位。勃艮第伯爵奥托一世虽然年长，但被认为能力不济又忙于处理在其封地出现的问题，所以他们选择支持菲利普继位，奥托亦支持。于是本意保护侄子王权的菲利普最终决定为自己谋求王位。1198年3月，菲利普被選為羅馬人的國王，但同年6月科隆總主教阿爾特納的阿道夫亦將韋爾夫家族的鄂圖加冕為羅馬人的國王。
1204年，阿爾特納的阿道夫轉而支持菲利普，同時布拉班特公爵亨利一世也加入菲利普的陣營。隨著他的勢力日漸壯大，幾乎可以確定菲利普將成為下一任神聖羅馬皇帝。然而，當他在1208年參加姪女勃艮第女伯爵碧翠絲二世與梅拉諾公爵鄂圖一世的婚禮時，被巴伐利亞行宮伯爵鄂圖八世刺殺。菲利普死後，少了競爭對手的鄂圖於隔年被教宗英諾森三世加冕為神聖羅馬皇帝，稱「鄂圖四世」。

## 家庭
1197年，菲利普與拜占庭皇帝伊薩克二世·安格洛斯的女兒伊蓮·安格麗娜結婚，兩人共有四個女兒：
1. 碧翠克絲（1198年—1212年），神聖羅馬皇后
2. 瑪麗亞（1201年—1235年）
3. 庫妮根德（英语：Kunigunde of Hohenstaufen）（1202年—1248年），波希米亞王后
4. 碧翠克絲（1205年—1235年），卡斯提爾王后

| 菲利普一世霍亨斯陶芬王朝出生于：1177年逝世於：1208年6月21日 | 菲利普一世霍亨斯陶芬王朝出生于：1177年逝世於：1208年6月21日 | 菲利普一世霍亨斯陶芬王朝出生于：1177年逝世於：1208年6月21日 |
| 統治者頭銜                                                  | 統治者頭銜                                                  | 統治者頭銜                                                  |
| ----------------------------------------------------------- | ----------------------------------------------------------- | ----------------------------------------------------------- |
| 前任者： 海因里希六世                                       | 羅馬人的國王 1198年3月8日－1208年6月21日 與奧托四世同時在任 | 繼任者： 奧托四世                                           |
| 前任者： 康拉德二世                                         | 士瓦本公爵 1196年8月15日－1208年6月21日                     | 繼任者： 奧托四世                                           |